# Kuplířka (Honthorst)
Kuplířka nebo též Dohazovačka (nizozemsky De koppelaarster) je olejomalba na dřevě od nizozemského malíře Gerarda van Honthorsta. Obraz byl vytvořen v roce 1625 a nyní se nachází v Centraal Museum v Utrechtu, pro které jej v roce 1951 koupilo sdružení Vereniging Rembrandt.

## Historie a popis
Van Honthorst byl součástí Utrechtské školy Caravaggistů. V letech 1610 až 1620 pobýval v Itálii, kde se specializoval na malby s noční tematikou a s výrazným šerosvitem, což mu vyneslo přezdívku Gerardo delle Notti.
Jeho obraz znázorňuje mladou ženu s vyzývavým výstřihem a svůdným úsměvem; naproti  ní sedí muž, který drží v ruce měšec, a blízko něho stojí stará žena. Světlo ze svíčky na stole zvýrazňuje dekolt mladé ženy, viditelnou část její pravé bradavky a její barevné oblečení a klobouk s ptačími pery. Loutna má v této situaci erotický význam – odkazuje na atribut prostitutek a je také symbolem ženských genitálií a chtíče. Stará kuplířka vlevo s úsměvem sleduje průběh události.
Obraz se vyznačuje kontrastem nejen mezi světlem a tmou, ale také mezi mládím a stářím. Malby s podobnou tematikou tvořil také malíř Dirck van Baburen, a zde použitá předloha mladé ženy se objevuje i na dalších obrazech Gerarda van Honthorsta.